# 空想法律読本
『空想法律読本』（くうそうほうりつどくほん）とは、ライターの盛田栄一（もりた えいいち）が執筆したSF科学の法律的考察本。法律面の監修は弁護士の森田貴英と片岡朋行の2人が手がけている。
2巻までがメディアファクトリーから刊行され、1巻が後に文庫化されている。2012年にはメディアファクトリーから1巻と2巻の新装版が発売され、同時に新たに3巻が発売された。これは全国の高等学校・高等専門学校の図書館へファクシミリで配信された『空想法律図書館通信』で寄せられた高校・高専生からの質問を元に再構成したものとなっている。

## 内容
漫画・アニメ・特撮などの空想科学作品から、オカルトやSFの要素がない現実的な世界の作品（『けいおん!』『金田一少年の事件簿』など）内で起こる事件（怪人や怪獣との戦い、宇宙人の出現など）を法律の面から検証するとどうなるかというテーマの本。作品内の出来事を科学的に考証していた『空想科学読本』の姉妹編である。
「宇宙人や怪人に人権は認められるか?」「『弾より速く』走るエイトマンはスピード違反か?」というように、空想世界で発生した事件に法律を適用し、時にちゃらけた、時に真剣な考証を展開している。
作品世界とのギャップで笑いをとったり、真面目な考証の末に意外な結論を導き出す点など、『空想科学読本』に通じる作風が多い。事件としては1作品の1話内で完結した事件から空想科学の世界でよく起きる事件まで幅広いジャンルが取り上げられている。
なお、本書では基本的に「出版された時点（2001年～2015年頃）の法律」を基に検証を行っており、作品の時代設定や発表時期などはあえて無視する形で書かれている。『マジンガーZ』や『仮面ライダー』は1970年代の物語であり、『宇宙戦艦ヤマト』は西暦2199年の未来を舞台としている。

## 扱った題材

### 第1巻
2001年4月14日初版発行。文庫版は2004年3月発行。
- 第1章 メイツ星人惨殺事件（『ウルトラマン』その他ウルトラシリーズより）
- 第2章 仮面ライダー連続蹴殺事件（『仮面ライダー』より）
- 第3章 人造人間キカイダー損害賠償事件（『人造人間キカイダー』より）
- 第4章 ウルトラマン建造物損壊事件（『ウルトラマン』より）
- 第5章 モスラの卵カラ売り事件（『ゴジラ』『モスラ』など）
- 第6章 ジャイアントロボ窃盗事件（『ジャイアントロボ』より）
- 第7章 竜ヶ森ビートル機墜落事故（『ウルトラマン』より）
- 第8章 マジンガーZ没収事件（『マジンガーZ』より）
- 第9章 エイトマンスピード違反事件（『エイトマン』『サイボーグ009』『仮面ライダー』より）
- 第10章 ジャミラ放水殺人事件（『ウルトラマン』第23話「故郷は地球」より）
- 第11章 少年仮面ライダー隊事件（『仮面ライダー』『ジャイアントロボ』より）

### 第2巻
2003年7月23日初版発行。第1章、第15章は新装版では削除されている。
- 第1章 仮面ライダークウガ警視庁利益供与問題（『仮面ライダークウガ』より）
- 第2章 ウルトラセブン地球防衛過労死事件（『ウルトラセブン』より）
- 第3章 ジャイアン・ファンクラブ事件（『ドラえもん』より）
- 第4章 宇宙戦艦ヤマト森雪セクハラ事件（『宇宙戦艦ヤマト』より）
- 第5章 ウルトラマンレオ亡命事件（『ウルトラマンレオ』より）
- 第6章 ウルトラマン怪獣死体遺棄事件（『ウルトラマン』より）
- 第7章 ショッカー怪人再入国問題（『仮面ライダー』より）
- 第8章 仮面ライダーV3無免許手術事件（『仮面ライダーV3』より）
- 第9章 公明寺ミツ子犯人蔵匿疑惑（『人造人間キカイダー』より）
- 第10章 ナチスの財産発掘事件（『仮面ライダー』『ウルトラマン』より）
- 第11章 シナリオライター外患援助疑惑（『ウルトラマンダイナ』より）
- 第12章 にせウルトラマン事件（『ウルトラマン』より）
- 第13章 ケットル星人民間人殺傷事件（『ウルトラマンレオ』より）
- 第14章 恐怖新聞人格権侵害事件（『恐怖新聞』より）
- 第15章 罪に濡れたふたり恋愛妨害事件（『罪に濡れたふたり』より）
- 第16章 怪奇大作戦にせ心神喪失者殺人事件（『怪奇大作戦』第24話「狂鬼人間」より）

### 第3巻
2012年10月29日初版発行。
- 第1章 『名探偵コナン』私立探偵なりすまし事件
- 第2章 『侵略!イカ娘』強制無賃労働事件
- 第3章 『マジンガーZ』あしゅら男爵性別疑惑
- 第4章 『けいおん！』エレキギター強制値引き事件
- 第5章 『ケロロ軍曹』秘密基地違法建築疑惑
- 第6章 『ライアーゲーム』賭博遊戯強制参加事件
- 第7章 『獣医ドリトル』猛犬指示命令暴行事件
- 第8章 『キューティーハニー』わいせつ物陳列事件
- 第9章 『宇宙兄弟』就活妨害事件
- 第10章 『ルパン三世』銭形警部拳銃乱射事件
- 第11章 『ブラッディ・マンディ』正義のハッカー不正アクセス事件
- 第12章 『愛の戦士レインボーマン』
- 第13章 『ハヤテのごとく!』自転車運転最高速度違反事件
- 第14章 『ハヤテのごとく!』巨額借金返済地獄
- 第15章 『金田一少年の事件簿』禁断のおとり捜査事件
- 第16章 『太陽の塔』京都犬文字の送り火事件
- 第17章 『のだめカンタービレ』賃貸マンションゴミ屋敷事件
- 第18章 『仮面ライダー』失明状態バイク運転事件
- 第19章 『花ざかりの君たちへ』入学時性別詐称事件
- 第20章 『史上最強の弟子ケンイチ』ムエタイ練習生殴打臨死事件
- 第21章 『救急戦隊ゴーゴーファイブ』
- 第22章 『おぼっちゃまくん』お小遣い巨額脱税事件
- 第23章 『MAJOR』過失傷害擬装事件
- 第24章 『罪花罰』職質以上逮捕未満事件
- 第25章 『仮面ライダーアギト』警視庁G3不適切発砲事件
- 第26章 『花より男子』家庭内恐怖政治事件
- 第27章 『名探偵コナン』自白音声無断録音事件
- 第28章 『デスノート』不可能犯罪連続殺人事件

### [12月24日住居侵入事件]編
2015年3月19日初版発行。
- 第1章『遊☆戯☆王』盤上遊戯決闘事件
- 第2章『機動戦士ガンダム』民間人国防兵器窃盗事件
- 第3章『ハピネスチャージプリキュア!』中学生女性警察官変装事件
- 第4章『サーバント×サービス』親権者命名権濫用事件
- 第5章『ゴジラ』怪獣目撃者軟禁事件
- 第6章『サンタクロース』12月24日住居侵入事件
- 第7章『花咲かじじい』悪質隣人器物損壊事件
- 第8章『逆転裁判』法廷内暴言暴行事件
- 第9章『ノラガミ』携帯番号落書事件
- 第10章『ソードアート・オンライン』電脳仮想世界殺人事件
- 第11章『アルプスの少女ハイジ』純朴少女PTSD事件
- 第12章『アカギ ～闇に降り立った天才～』吸血麻雀殺人未遂事件
- 第13章『新テニスの王子様』硬式庭球航空機投下事件
- 第14章『銀の匙』飼犬共同募金借用事件
- 第15章『荒川アンダーザブリッジ』一級河川不法占拠事件
- 第16章『まっすぐにいこう。』隣人愛玩犬誘拐事件
- 第17章『こちら葛飾区亀有公園前派出所』地方公務員違法副業事件
- 第18章『魔女の宅急便』未成年者違法営業事件
- 第19章『さらば青春の光』超高額飲食費請求事件
- 第20章『神様はじめました』未成熟子扶養義務違反事件

### [天文学的違法金利事件]編
2015年3月19日初版発行。